# 1982
1982 (MCMLXXXII) byl rok, který dle gregoriánského kalendáře započal pátkem.

## Události

### Československo
- 25.–30. ledna – V prostoru Prahy, Plzně, Karlových Varů, Liberce a Litoměřic se uskutečnilo vojenské cvičení států Varšavské smlouvy Družba 82. Zúčastnili se ho příslušníci pozemních vojsk a letectva československé, sovětské a maďarské armády. Cílem bylo zdokonalení součinnosti mezi veliteli spojeneckých armád v zimních podmínkách. Cvičení se zúčastnilo na 25 tis. vojáků.[1]
- 17. února – Na třídě Obránců míru v Praze 7 (dnes třída Milady Horákové) v prostoru kolejové výhybky do smyčky Špejchar došlo k vykolejení tramvajového vozu typu T1 jedoucího na lince č. 26 ze směru od Holešovic do Dejvic. Tramvaj se následovně prudce vychýlila z trasy směrem ke smyčce, vykolejila, převrátila se na bok a dosmýkala se až ke sloupu veřejného osvětlení na okraji vozovky, který porazila. Následkům nehody podlehlo 7 lidí, dalších 55 bylo zraněno. Důvodem vykolejení bylo špatné nastavení výhybky (směrem do smyčky, tramvaje v běžném provozu jezdily vždy rovně) a nadměrná rychlost tramvaje.[2]
- 20. února – Zmocněnec československé vlády převzal ve Švýcarsku od zástupců vlád USA, Británie a Francie 18,4 tun československého měnového zlata, které bylo za druhé světové války uloupeno nacisty. Aktem byly zároveň vyrovnány otevřené majetkoprávní vztahy mezi ČSSR na jedné straně a Velkou Británií a USA na straně druhé, které vznikly v průběhu a po skončení druhé světové války.[3]

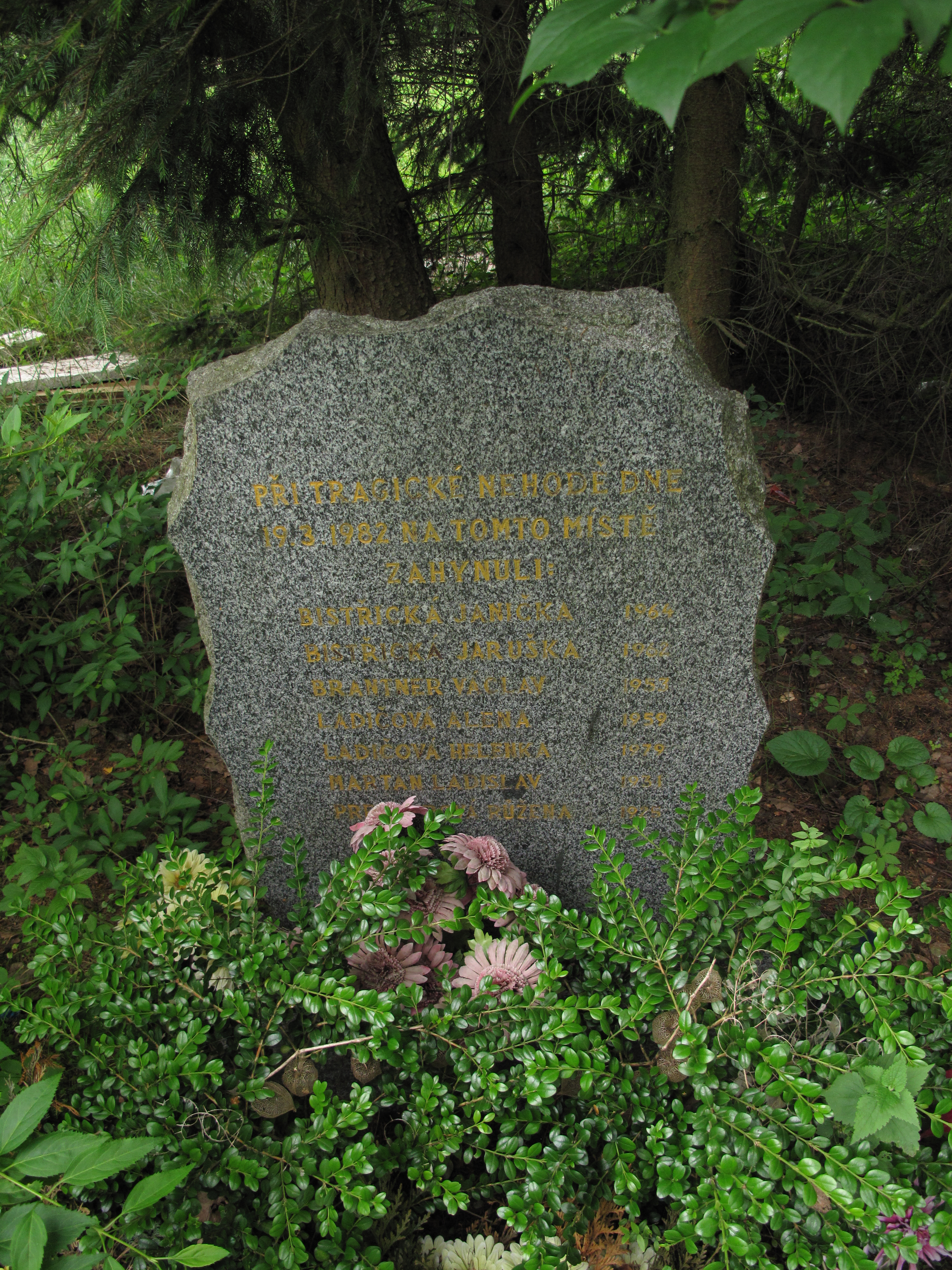
Pomník obětem nehody u Svojkovic

- Pomník obětem nehody u Svojkovic19. březen – K závažné dopravní nehodě linkového autobusu ČSAD a vojenské cisterny došlo v ranních hodinách na silnici mezi obcemi Holoubkov a Svojkovice v okr. Rokycany.[4] V nepřehledném a namrzlém úseku státní silnice Praha–Plzeň dostala vojenská cisterna směřující na základnu v Líních smyk a smetla protijedoucí autobus na lince Rokycany–Mýto. Po střetu došlo k požáru a k úniku leteckého benzinu. Nehoda si vyžádala 7 obětí na životech.
- 27. dubna – Byla přijata novelizace zákona o národních výborech, která upravovala postavení tzv. střediskových obcí. Krajské národní výbory tak získaly pravomoc určit vybrané místní nebo městské národní výbory ve střediskových obcích rozšířenou působností, kterou daná obec mohla vykonávat i pro jiné nestřediskové obce v jejich spádovém území.
- 23. května – Byla zahájena doprava na přeložce železniční trati Ústí nad Labem – Chomutov mezi stanicemi Trmice na Ústecku a Bohosudov na Teplicku o celkové délce 11 km. Původní trať musela ustoupit rozšiřující se těžbě v hnědouhelném lomu Chabařovice. Výstavba přeložky byla technicky náročná – bylo zapotřebí přemístit přes 5 mil. m³ zeminy, práce navíc probíhaly na nestabilním podloží. Dominantou tratě je 600 m dlouhá mostní estakáda přes chabařovické rybníky. Aktu otevření se zúčastnil předseda vládní komise pro rozvoj Severočeského kraje Stanislav Rázl.
- 20. října – Zprovozněn byl první úsek dálnice D5 Praha–Plzeň z Prahy do Loděnice o délce 9 km. Součástí výstavby bylo kromě vybudování vlastního tělesa dálnice také šest mostů a pět kilometrů přeložek.[5]
- 11. listopadu – Andrej Babiš podepsal v Bratislavě závazek ke spolupráci s StB

### Svět
- 11. ledna – Asturie získala autonomní statut
- 2. dubna – Argentina obsadila Falklandy – počáteční akt Války o Falklandy/Malvíny
- 3. dubna
  - Argentina obsadila Jižní Georgii
  - Rada bezpečnosti OSN schválila rezoluci č. 502 vyzývající Argentinu ke stažení z obsazených ostrovů (Falklandy/Malvíny, …)
- 21. května – Britové se vylodili v zátoce San Carlos na Falklandách
- 30. května – Španělsko se stalo členem NATO
- 9. června – La Rioja získala autonomní statut
- 14. června – Kapitulace Argentinců v Port Stanley na Falklandách
- 6. července – bylo zatmění Měsíce
- 20. července – Příslušníci Prozatímní IRA provedli sérii bombových útoků na vojenské přehlídky v centru Londýna
- 16. srpna – Aragonie, Navarra, Kastilie-La Mancha získaly autonomní statut
- 1. října – Helmut Kohl byl zvolen německým kancléřem
- 4. prosince – Všečínské shromáždění lidových zástupců rozhodlo o navrácení původních slov hymně Čínské lidové republiky
- Lucemburština uzákoněna jako třetí úřední jazyk Lucemburska, vedle francouzštiny a němčiny
- Na Grónsku proběhlo referendum o výstupu z Evropského společenství (výstup 1985)
- Fahd ibn Abd al-Azíz se stal králem Saúdské Arábie
- Maavíja uld Sídí Ahmed Tajá se stal prezidentem Mauritánie
- Paul Biya se stal prezidentem Kamerunu

## Věda a umění
- 5. března – přistála na Venuši sonda Veněra 14
- 11. března – přistála na Venuši sonda Veněra 13
- přijata norma RFC-821 o SMTP
- byla formulována prionová teorie
- objeven nový chemický prvek – meitnerium
- historické centrum Jihlavy bylo vyhlášeno městskou památkovou rezervací
- poprvé byl užit termín bod G
- publikován programovací jazyk Modula-2
- Michael Jackson vydává album Thriller – dodnes nejprodávanější hudební nosič.

### Film
- V tomto roce měly premiéru filmy S tebou mě baví svět (Marie Poledňáková), Sněženky a machři (Karel Smyczek) a Jak svět přichází o básníky (Dušan Klein), E.T. – Mimozemšťan (Steven Spielberg), Tootsie (Sydney Pollack), Věc (John Carpenter), Rambo: První krev, Barbar Conan aj.

## Nobelova cena
- Nobelova cena za fyziku – Kenneth G. Wilson
- Nobelova cena za chemii – Aaron Klug
- Nobelova cena za fyziologii a medicínu – Sune Bergström, Bengt Samuelsson, John Vane
- Nobelova cena za literaturu – Gabriel García Márquez
- Nobelova cena míru – Alva Myrdalová, Alfonso García Robles
- Nobelova pamětní cena za ekonomii – George Stigler

## Narození

### Česko

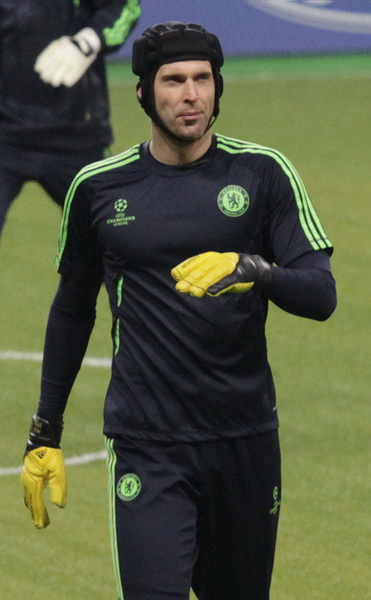
Petr Čech (* 20. květen)

- 5. ledna – Jaroslav Plašil, fotbalista
- 18. ledna – Jiří Beran, sportovní šermíř
- 12. února – Josef Havel, futsalista
- 24. února – Klára Koukalová, tenistka
- 10. března – Kryštof Hádek, herec
- 21. března – Rostislav Klesla, lední hokejista
- 29. března – Hana Skalníková, plážová volejbalistka
- 30. března – Jiří Lipták, sportovní střelec
- 19. dubna – Filip Jícha, házenkář
- 27. dubna – Pavel Bosák, basketbalista
- 11. května – Iva Frühlingová, zpěvačka
- 17. května – Michal Vondrka, lední hokejista
- 20. května – Petr Čech, fotbalový brankář
- 25. května – Miroslav Blaťák, hokejista
- 31. května – Lukáš Veverka, grafický a motion designér
- 7. června – Tomáš Hrubý, cyklista
- 17. června – Zuzana Kajnarová, herečka
- 4. července – Jakub Hlaváček, bouldrista a sportovní lezec
- 16. srpna – Petr Koukal, lední hokejista
- 24. srpna – Tomáš Mrázek, sportovní lezec a mistr světa
- 25. srpna – David Kalivoda, fotbalista
- 14. září – Petr Průcha, lední hokejista
- 16. září – Martin Lejsal, fotbalový brankář
- 25. září – František Lukeš, hokejista
- 8. října – Tomáš Mikolov, výzkumník AI
- 11. října – Martin Kryštof, volejbalista
- 24. října – Zbyněk Pospěch, fotbalista
- 31. října – Tomáš Plekanec, lední hokejista
- 14. listopadu – Pavla Kalná, sportovní střelkyně
- 16. listopadu – Lukáš Rapant, ragbista
- 23. prosince – Zbyněk Michálek, lední hokejista

### Svět

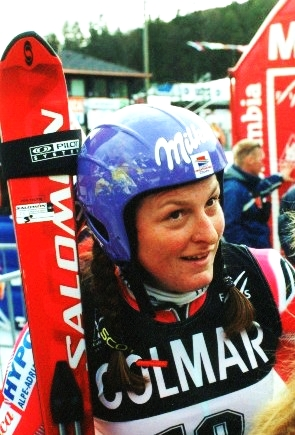
Janica Kostelićová (* 5. ledna)

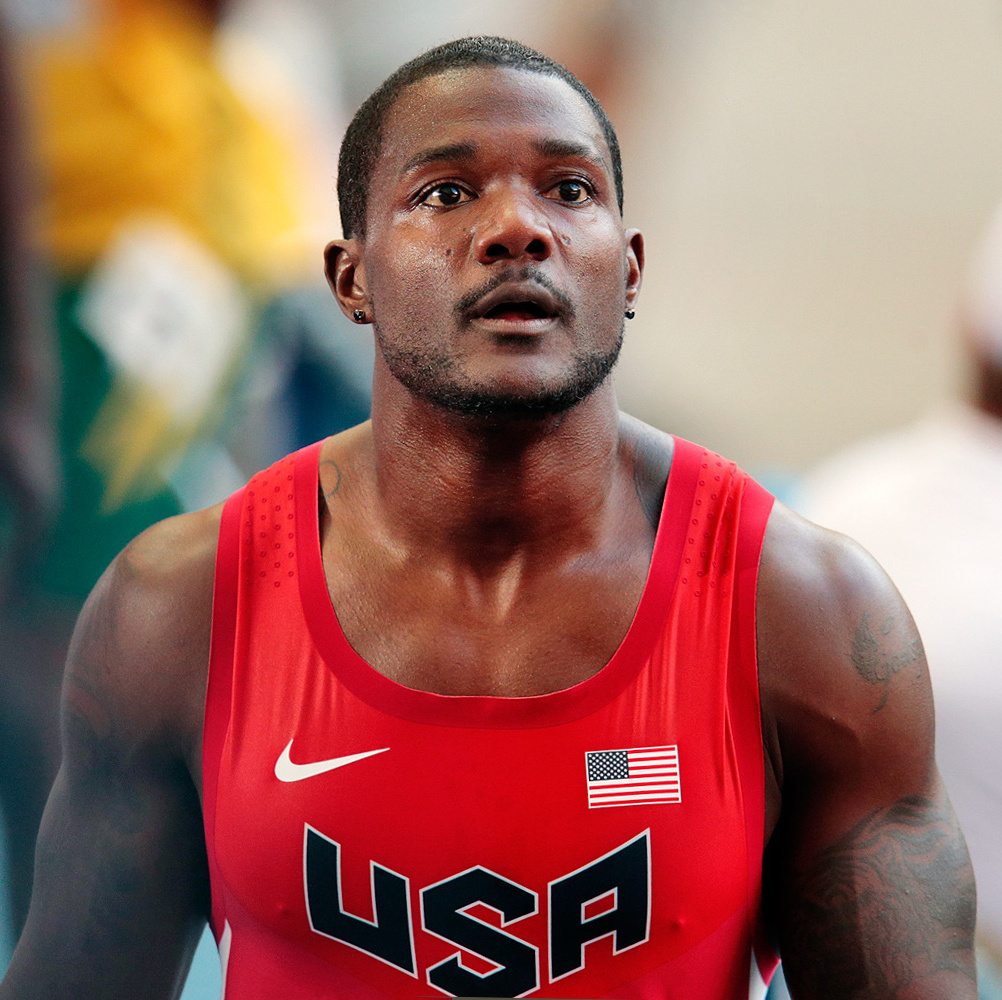
Justin Gatlin (* 10. ledna)

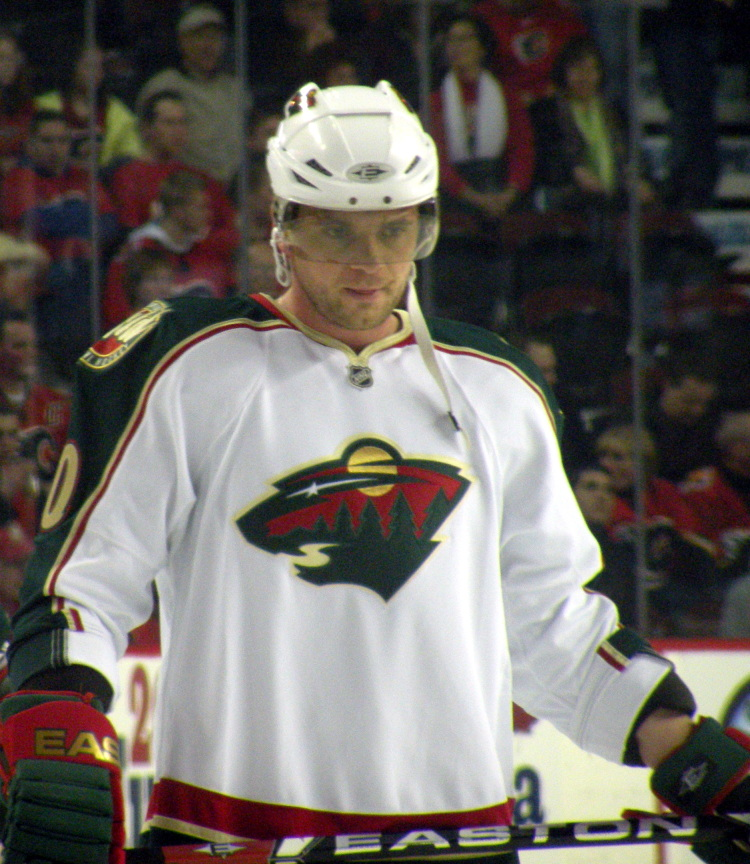
Marián Gáborík (* 14. února)

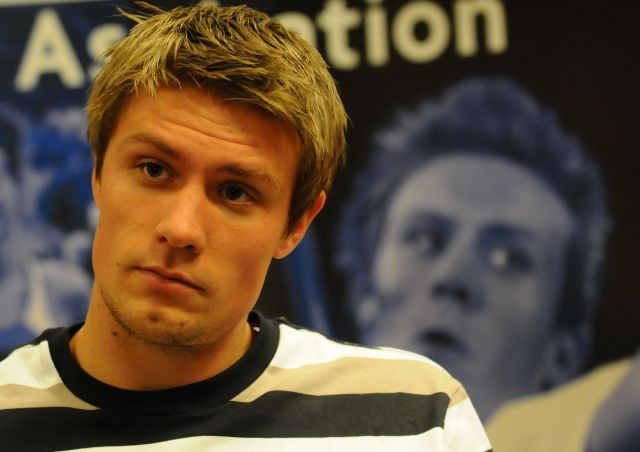
Andreas Thorkildsen (* 1. dubna)

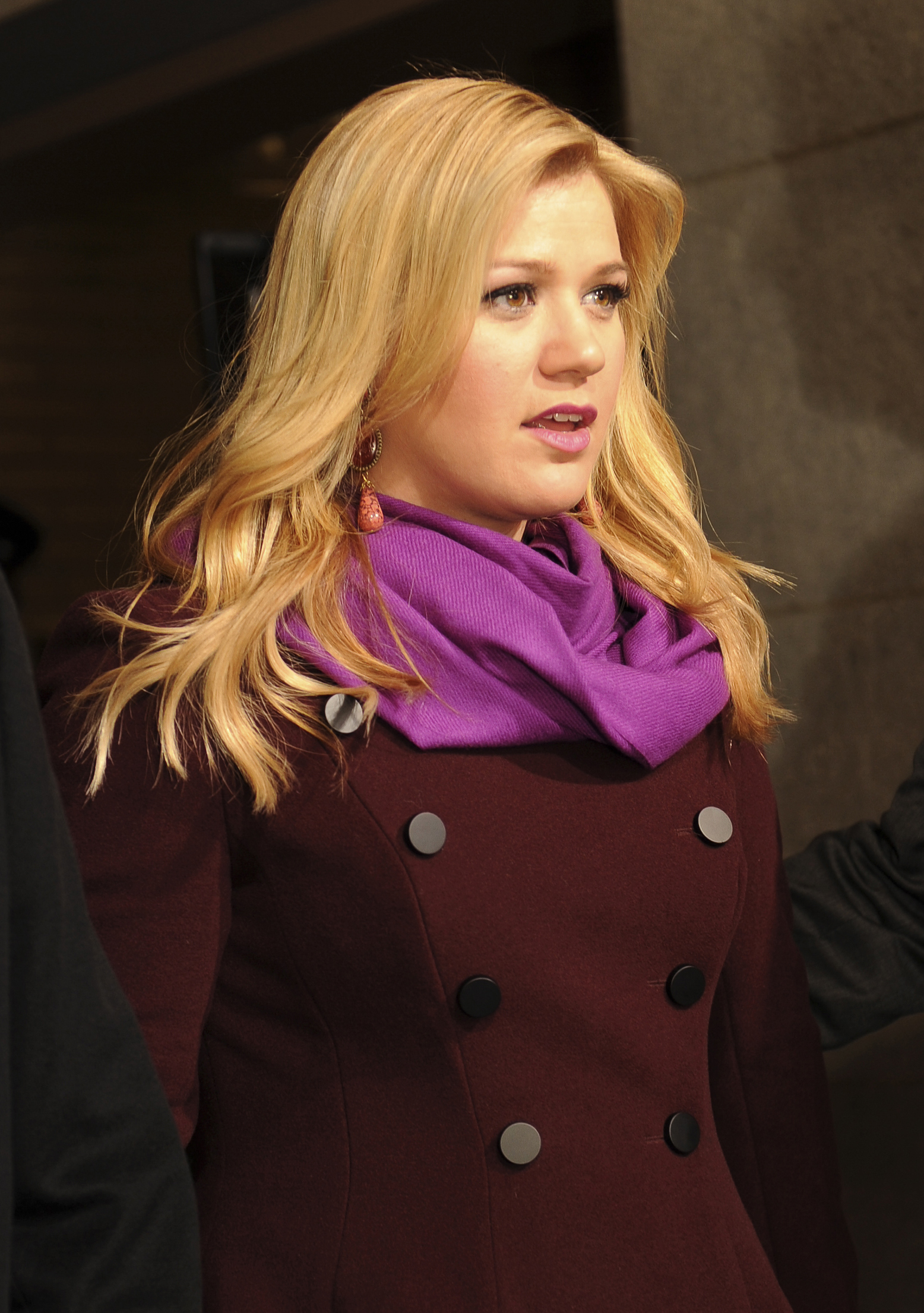
Kelly Clarkson (* 24. dubna)

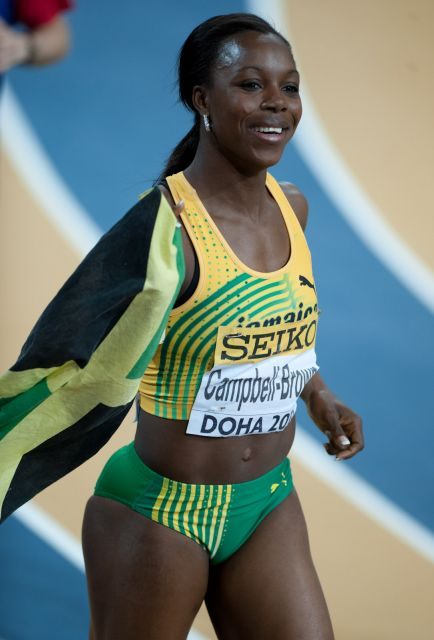
Veronica Campbell-Brown (* 15. května)

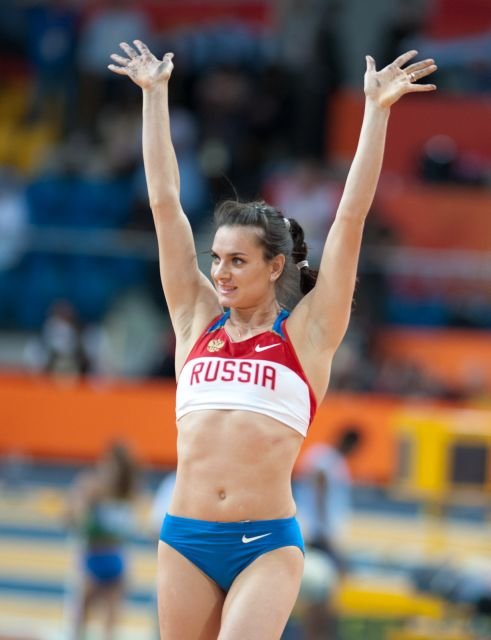
Jelena Isinbajevová (* 3. června)

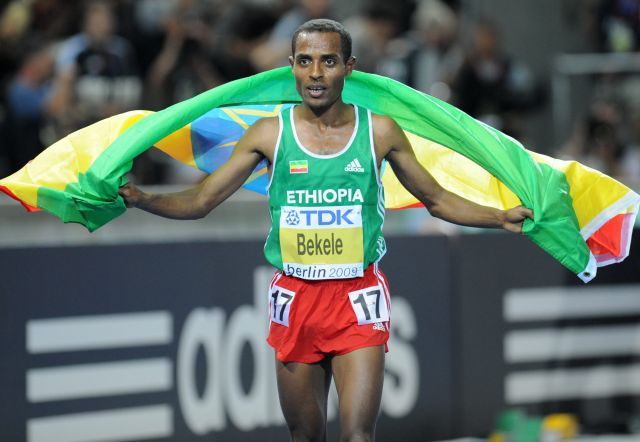
Kenenisa Bekele (* 13. června)

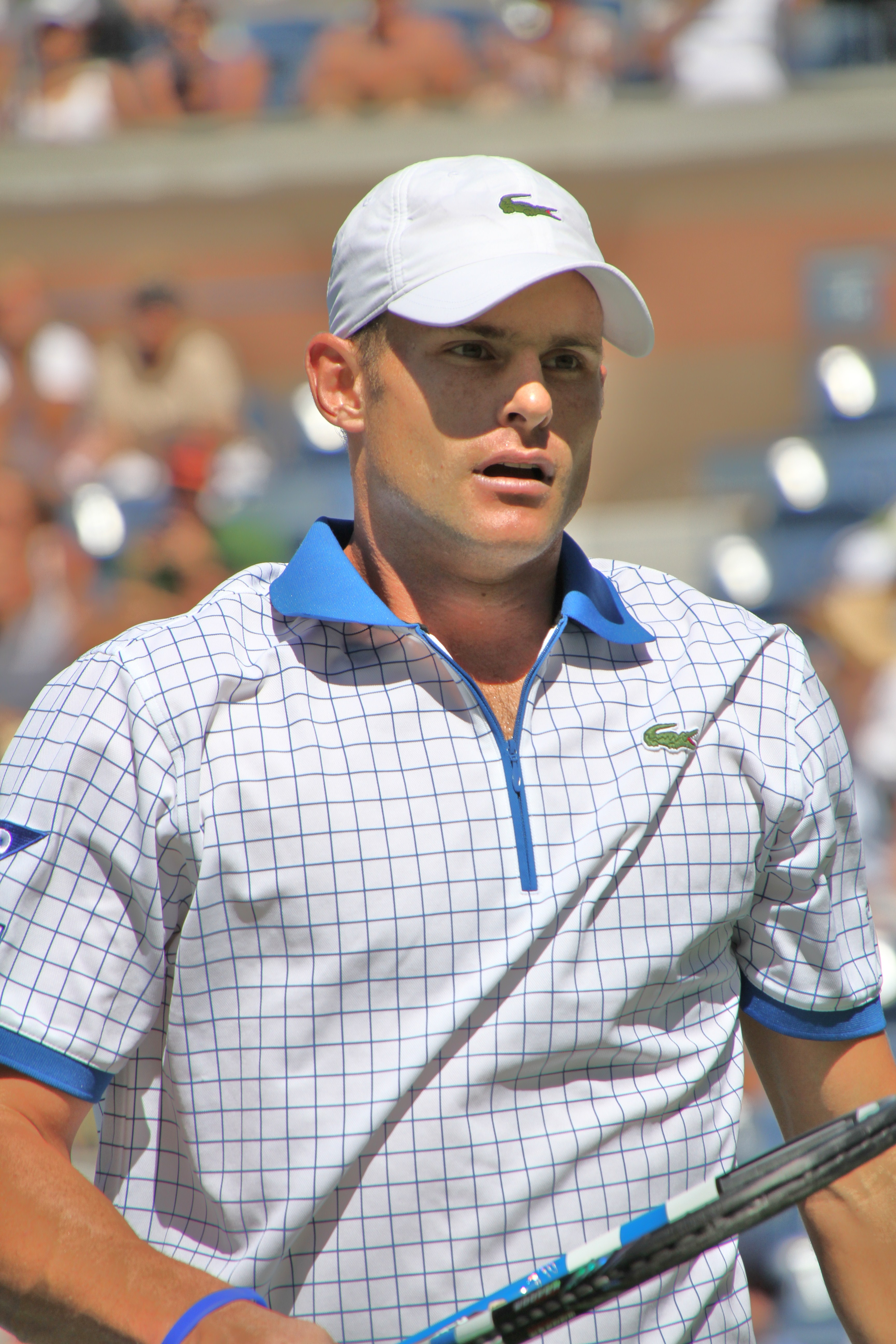
Andy Roddick (* 30. srpna)

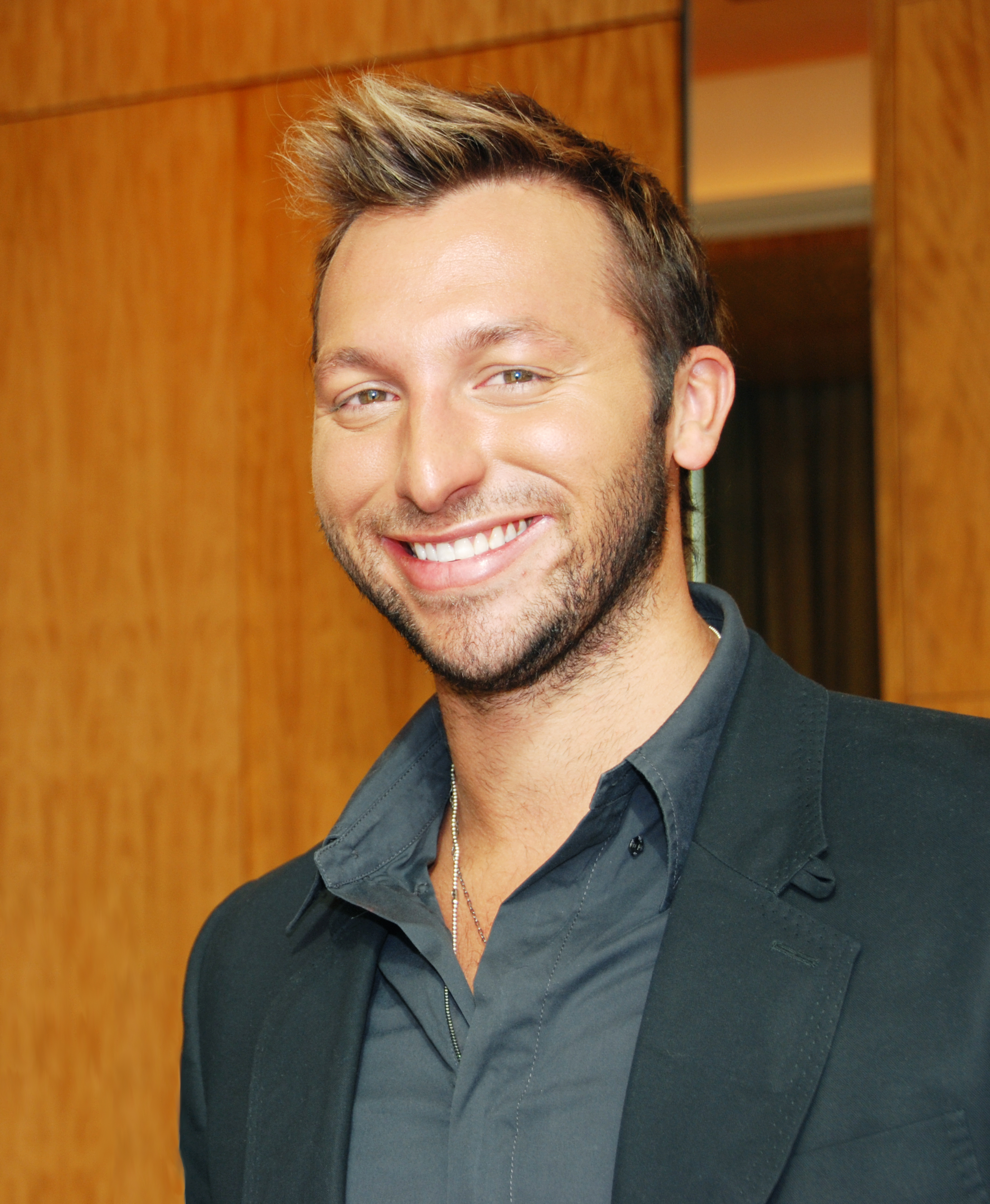
Ian Thorpe (* 13. října)

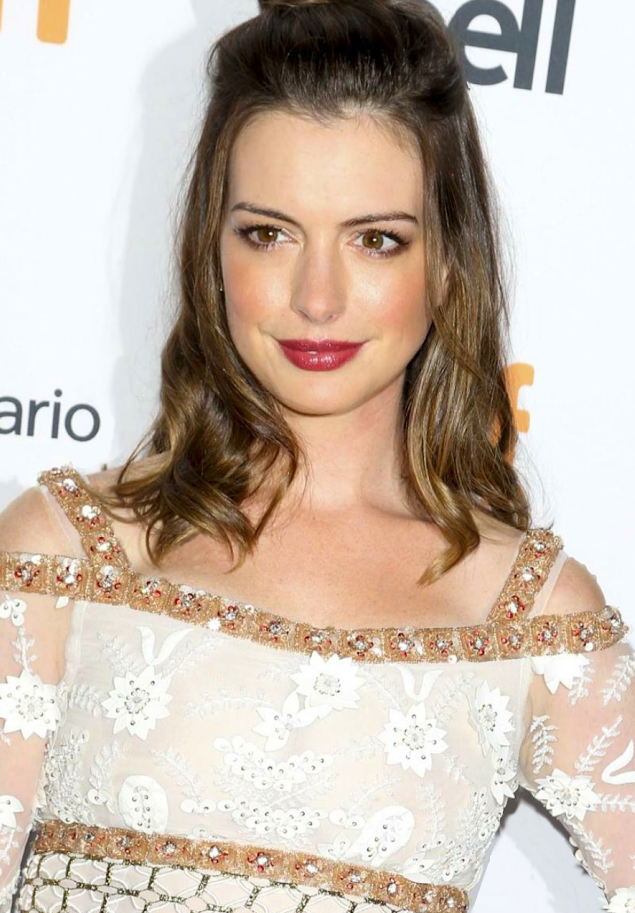
Anne Hathawayová (* 12. listopadu)

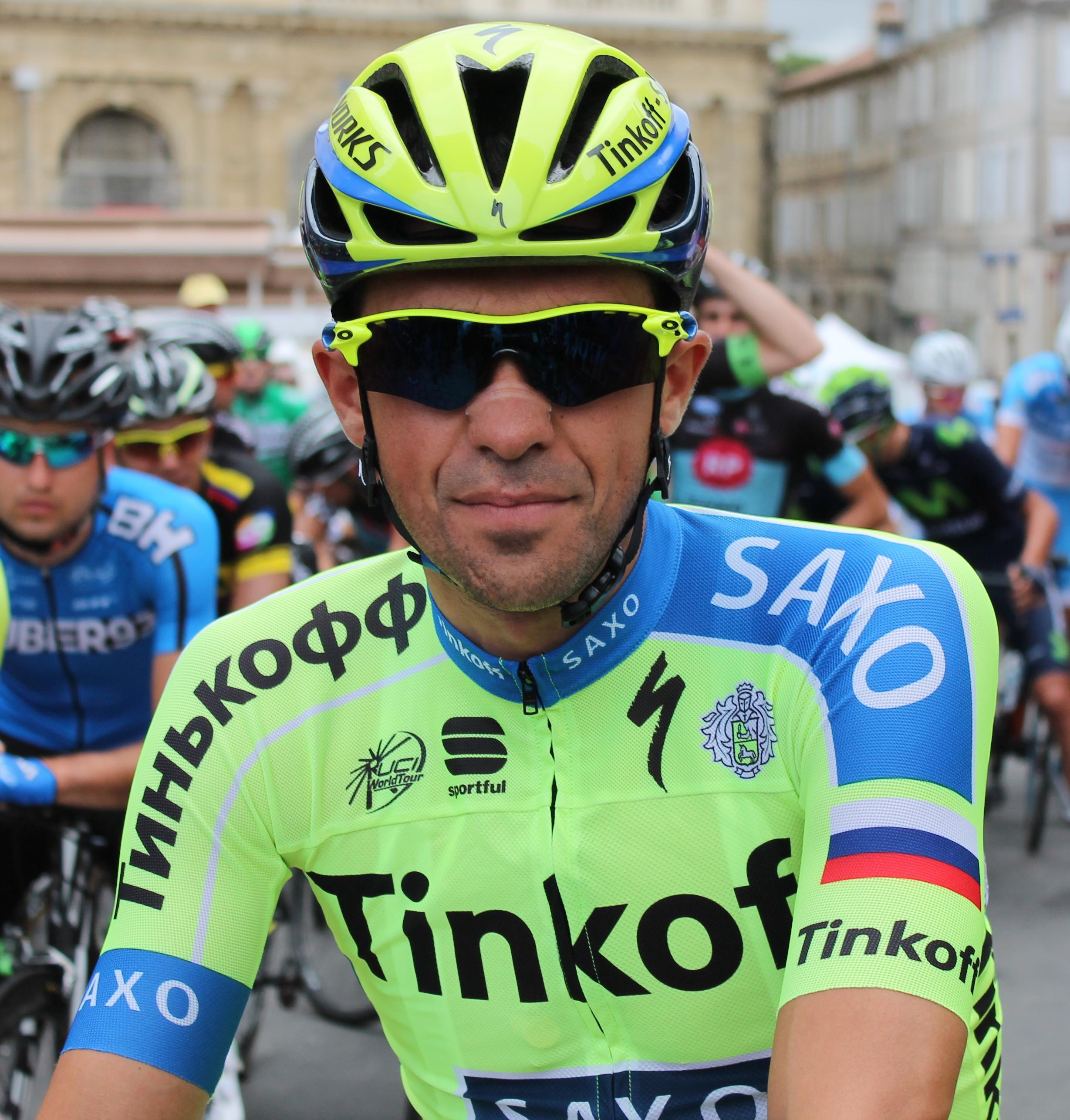
Alberto Contador (* 6. listopadu)

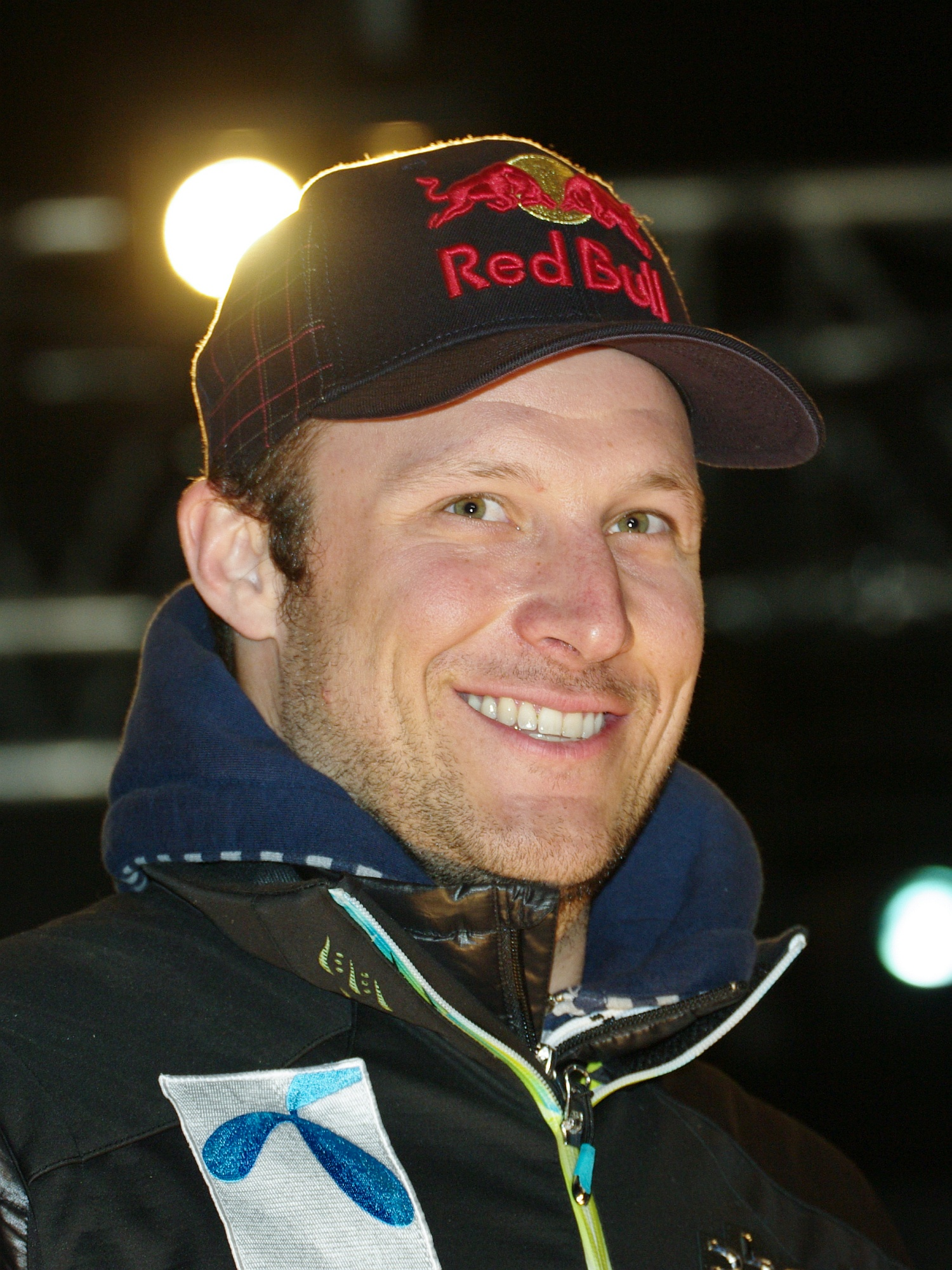
Aksel Svindal (* 26. prosince)

- 1. ledna – David Nalbandian, argentinský tenista
- 2. ledna – Peter Hamerlík, slovenský lední hokejista
- 4. ledna – Bernhard Kohl, rakouský cyklista
- 5. ledna
  - Janica Kostelićová, chorvatská sjezdařka
  - Maki Cukadaová, japonská judistka
- 7. ledna
  - Lauren Cohanová, britská herečka, scenáristka a producentka
  - Erdenečimegín Gereltujá, mongolská zápasnice
- 9. ledna – Catherine, princezna z Walesu, manželka prince Williama, prince z Walesu
- 12. ledna – Paul-Henri Mathieu, francouzský tenista
- 13. ledna – Guillermo Coria, argentinský tenista
- 17. ledna
  - Marija Kondratěvová, ruská tenistka
  - Michal Macho, slovenský lední hokejista
- 19. ledna – Jodie Sweetin, americká herečka
- 21. ledna – Nicolas Mahut, francouzský tenista
- 26. ledna – Tomáš Frolo, slovenský hokejista
- 27. ledna – Eva Asderakiová, řecká tenisová rozhodčí
- 29. ledna
  - Adam Lambert, americký zpěvák
  - Daniel Muñoz de la Nava, španělský tenista
- 31. ledna – Maret Aniová, estonská tenistka
- 3. února – Vera Brežněvová, ukrajinská pop-rocková zpěvačka a herečka
- 4. února – Kimberly Wyattová, americká zpěvačka, tanečnice a choreografka (Pussycat Dolls)
- 5. února – Tomáš Kopecký, slovenský lední hokejista
- 6. února – Alice Eve, britská herečka
- 8. února – Zersenay Tadese, eritrejský atlet
- 10. února
  - Justin Gatlin, atlet USA
  - Tom Schilling, německý herec
- 11. února – Natalie Dormerová, britská herečka
- 14. února
  - Marián Gáborík, slovenský lední hokejista
  - Lenka Tvarošková, slovenská tenistka
- 17. února – Eunice Jepkorir, keňská atletka
- 18. února – Krisztián Pars, maďarský atlet
- 19. února – Nili Latu, tonžský ragbista
- 22. února
  - Jozef Balej, slovenský hokejista
  - Cristian Savani, italský volejbalista
- 23. února – Svitlana Tužylinová, ukrajinská sportovní lezkyně
- 25. února – Flavia Pennettaová, italská tenistka
- 26. února – Li Na, činská tenistka
- 27. února – Bruno Soares, brazilský tenista
- 1. března
  - Danuta Dmowská, polská šermířka
  - Leryn Francová, paraguayská atletka
- 2. března
  - Kevin Kurányi, německý fotbalista
  - Henrik Lundqvist, švédský lední hokejový brankář
- 3. března – Jessica Bielová, americká herečka
- 5. března – Daniel Carter, novozélandský ragbista
- 9. března – Mirjana Lučićová Baroniová, chorvatská tenistka
- 10. března – Chris Cole, americký skateboardista
- 12. března – Ilja Nikulin, ruský hokejista
- 18. března
  - Olga Arntgolc, ruská herečka
  - Taťána Arntgolc, ruská herečka
- 21. března – Maria Elena Camerinová, italská tenistka
- 24. března – Fourie du Preez, jihoafrický ragbista
- 25. března
  - Michael Lammer, švýcarský tenista
  - Nadine Krauseová, německá házenkářka
- 1. dubna
  - Andreas Thorkildsen, norský atlet
  - Róbert Vittek, slovenský fotbalista
- 3. dubna – Karol Beck, slovenský tenista
- 5. dubna – Hayley Atwellová, anglicko-americká herečka
- 7. dubna – Agata Mróz-Olszewska, polská volejbalistka († 4. června 2008)
- 10. dubna
  - Alexej Děngin, ruský horolezec
  - Igor Žofčák, slovenský fotbalista
- 14. dubna – Jekatěrina Abramovová, ruská rychlobruslařka
- 15. dubna – Albert Riera, španělský fotbalista
- 18. dubna – Darren Sutherland, irský boxer († 14. září 2009)
- 19. dubna – Ola Vigen Hattestad, norský běžec na lyžích
- 22. dubna – Kaká, brazilský fotbalista
- 24. dubna
  - Kelly Clarkson, americká zpěvačka
  - David Oliver, americký atlet
- 27. dubna – Jordi Codina, španělský fotbalový brankář
- 30. dubna – Kirsten Dunstová, americká herečka
- 1. května – Jamie Dornan, irsko-americký herec
- 2. května – Csaba Horváth, slovenský fotbalista
- 6. května – Dilšod Nazarov, tádžický kladivář
- 11. května – Cory Monteith, kanadský herec a hudebník († 13. července 2013)
- 12. května – Anastasia Rodionovová, ruská tenistka
- 13. května – Tomáš Malec, slovenský lední hokejista
- 14. května – François Sterchele, belgický fotbalista († 8. května 2008)
- 1. května
  - Alexandra Breckenridge, americká herečka
  - Veronica Campbellová-Brownová, jamajská atletka
  - Jessica Suttaová, americká herečka a zpěvačka (Pussycat Dolls)
- 16. května – Łukasz Kubot, polský tenista
- 19. května – Rebecca Hallová, britská herečka
- 21. května – Ma'a Nonu, novozélandský ragbista
- 29. května – Natalija Dobrynská, ukrajinská sedmibojařka
- 1. června – Justine Heninová, belgická tenistka
- 3. června
  - Jelena Isinbajevová, ruská atletka
  - Stanislav Hudec, slovenský hokejista
- 6. června – Marian Oprea, rumunský atlet
- 8. června – Naděžda Petrovová, ruská tenistka
- 10. června – Madeleine Švédská, švédská princezna
- 11. června
  - Vanessa Boslaková, francouzská atletka, tyčkařka
  - Eldar Rønning, norský běžec na lyžích
- 13. června – Kenenisa Bekele, etiopský vytrvalostní běžec
- 17. června – Marek Svatoš, slovenský lední hokejista († 5. listopadu 2016)
- 18. června – Tusi Pisi, samojský ragbista
- 21. června – William, princ z Walesu, britský princ
- 22. června – Kristof Vliegen, belgický tenista
- 24. června – Jakub Ćwiek, polský spisovatel
- 25. června
  - Michail Južnyj, ruský tenista
  - Fernando Navarro, španělský fotbalista
- 26. června – Zuzana Kučová, slovenská tenistka
- 29. června – Admir Vladavić, fotbalista Bosny a Hercegoviny
- 30. června – Lizzy Caplan, americká herečka
- 1. července
  - Tanja Žagar, slovinská zpěvačka
  - Hilarie Burtonová, americká herečka
- 8. července – Sophia Bushová, americká herečka
- 16. července – Steven Hooker, australský atlet
- 20. července
  - Peter Škantár, slovenský vodní slalomář
  - Humphrey Kayange, keňský ragbista
- 22. července
  - Anna Čičerovová, ruská skokanka do výšky
  - Sandrine Levet, francouzská sportovní lezkyně
- 23. července – Paul Wesley, americký herec
- 24. července – David Payne, atlet USA
- 25. července – Brad Renfro, americký herec († 15. ledna 2008)
- 27. července – Gévrise Émaneová, francouzská judistka
- 31. července
  - Michel Miklík, slovenský hokejista
  - Anabel Medinaová Garriguesová, španělská tenistka
- 5. srpna – Tobias Regner, německý zpěvák
- 6. srpna – Damien Argrett, americký basketbalista
- 7. srpna – Juan Martín Hernández, argentinský ragbista
- 8. srpna – David Florence, britský vodní slalomář
- 9. srpna – Tyson Gay, atlet USA
- 10. srpna
  - Barbara Bacher, rakouská sportovní lezkyně
  - John Alvbåge, švédský fotbalista
- 12. srpna
  - Sasu Hovi, finský hokejový brankář
  - María José Martínezová Sánchezová, španělská tenistka
- 14. srpna – Klemen Bečan, slovinský sportovní lezec
- 15. srpna – Rory Best, irský ragbista
- 16. srpna – Julia Schruffová, německá tenistka
- 20. srpna – Mijaín López, kubánský zápasník
- 23. srpna – Natalie Coughlinová, americká plavkyně
- 30. srpna
  - Alina Dumitruová, rumunská judistka
  - Andy Roddick, americký tenista
- 31. srpna – Pepe Reina, španělský fotbalový brankář
- 2. září – Joey Barton, anglický fotbalista
- 3. září – Sarah Burkeová, kanadská freestyle lyžařka († 19. ledna 2012)
- 4. září
  - Lou Doillon, francouzská modelka, herečka a zpěvačka
  - Mark Lewis-Francis, britský atlet
- 5. září
  - Roko Karanušić, chorvatsky tenista
  - Marián Kello, slovenský fotbalový brankář
- 11. září – Elvan Abeylegesseová, turecko-etiopská atletka – běžkyně na středních a dlouhých tratích
- 13. září – Soraya Arnelas, španělská zpěvačka
- 16. září – Marián Had, slovenský fotbalista
- 18. září – Peter Budaj, slovenský lední hokejista
- 19. září – Eleni Daniilidou, řecká tenistka
- 22. září – Maarten Stekelenburg, nizozemský fotbalový brankář
- 27. září
  - Anna Campová, americká herečka a zpěvačka
  - Lil Wayne, americký rapper
- 28. září – Abhinav Bindra, indický sportovní střelec
- 29. září – Matt Giteau, australský ragbista
- 2. října – Daniel Leo, samojský ragbista
- 4. října – Cecilia Anderssonová, švédská lední hokejistka
- 5. října – Čang I-ning, čínská stolní tenistka
- 6. října – Michael Frater, jamajský atlet
- 7. října – Jermain Defoe, anglický fotbalista
- 13. října – Ian Thorpe, australský plavec
- 15. října – Sajf Saíd Šáhín, katarský atlet
- 16. října – Frédéric Michalak, francouzský ragbista
- 20. října – José Acasuso, argentinský tenista
- 22. října – Melinda Czinková, maďarská tenistka
- 27. října – Dorota Nvotová, slovenská herečka a zpěvačka
- 2. listopadu – Johan Wissman, švédský atlet
- 4. listopadu – Kamila Skolimowska, polská atletka, olympijská vítězka v hodu kladivem († 18. února 2009)
- 5. listopadu – Rob Swire, australský zpěvák, hudebník a hudební producent
- 8. listopadu – Dmitrij Viktorovič Meleško, běloruský hokejista
- 9. listopadu – Arantxa Parraová Santonjaová, španělská tenistka
- 12. listopadu – Anne Hathawayová, americká herečka
- 17. listopadu – Sofija Andruchovyč, ukrajinská spisovatelka, překladatelka a publicistka
- 22. listopadu – Steve Angello, řecko-švédský producent a DJ, člen skupiny Swedish House Mafia
- 23. listopadu – Asafa Powell, jamajský atlet
- 25. listopadu – Minna Kauppiová, finská reprezentantka v orientačním běhu
- 30. listopadu – Elisha Cuthbert, kanadská herečka
- 2. prosince – Julie Coinová, francouzská tenistka
- 3. prosince – Michael Essien, ghanský fotbalista
- 5. prosince
  - Sayaka Matsumotová, americká judistka
  - Ján Mucha ml., slovenský fotbalový brankář
- 6. prosince – Alberto Contador, španělský cyklista
- 8. prosince
  - Hamit Altıntop, turecký fotbalista
  - Raquel Atawová, americká tenistka
- 12. prosince
  - Dmitrij Tursunov, ruský tenista
  - Heidi Løkeová norská házenkářka
- 19. prosince – Tero Pitkämäki, finský atlet, oštěpař
- 26. prosince – Aksel Lund Svindal, norský lyžař
- ? – Michail Šalagin, ukrajinský sportovní lezec a trenér

## Úmrtí

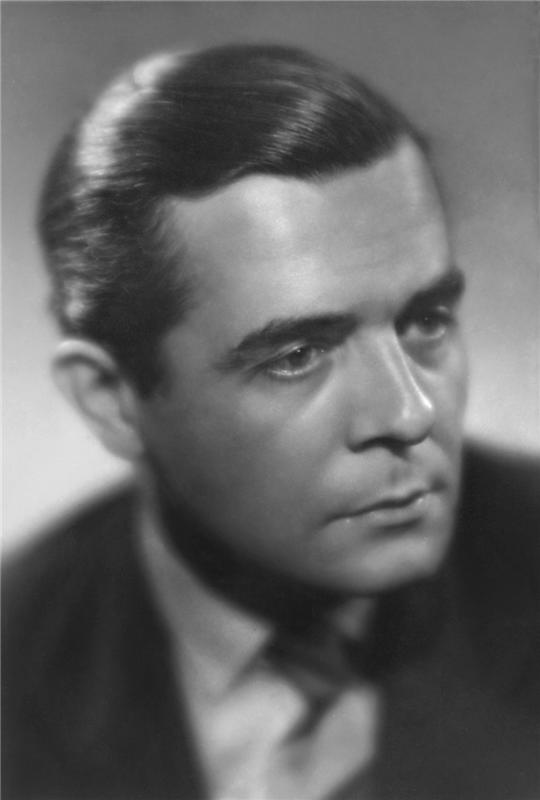
Václav Voska († 20. srpna)

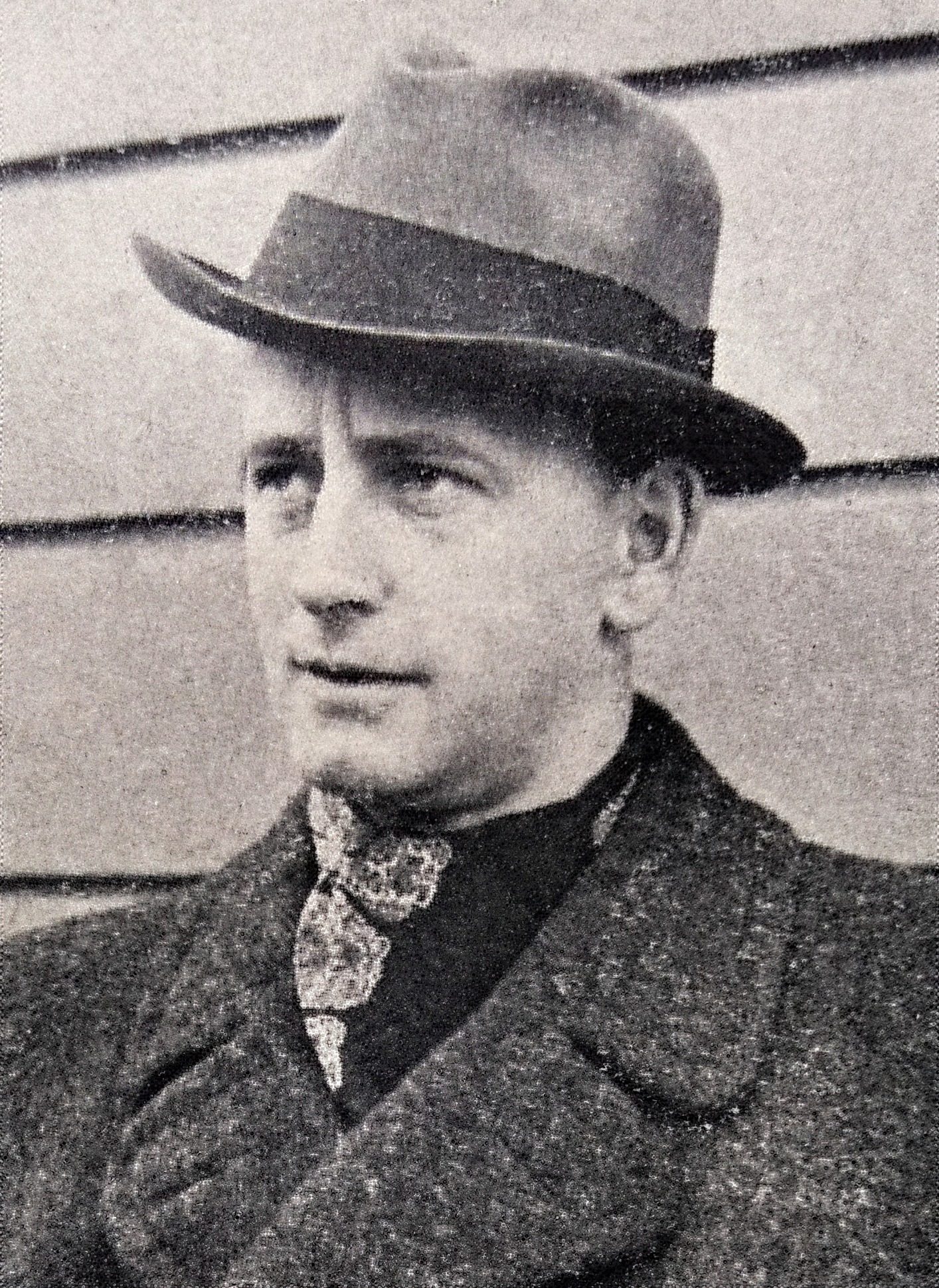
Miloš Nedbal († 31.. října)

### Česko
- 2. ledna – Bohdan Chudoba, historik a politik (* 21. listopadu 1909)
- 31. ledna – Jiří Srnka, hudební skladatel (* 19. srpna 1907)
- 4. února – Rudolf Černý, dělník, havíř a spisovatel (* 12. prosince 1920)
- 12. února – Emil Hába, varhaník, sbormistr, hudební skladatel a pedagog (* 21. května 1900)
- 16. února – Rudolf Štrubl, kapelník, klarinetista a hudební skladatel (* 2. dubna 1912)
- 19. února
  - Václav Deyl, spisovatel knih pro děti a mládež (* 23. května 1905)
  - Karel Erban, filolog, pedagog a básník (* 17. ledna 1901)
- 24. února – Miroslav Novák, japanolog, literární teoretik a překladatel (* 17. června 1924)
- 3. března – Eduard Winter, duchovní a historik německého původu (* 16. září 1896)
- 8. března – Adolf Benš, architekt (* 8. května 1894)
- 10. března – Lubomír Nácovský, olympionik, sportovní střelec (* 26. května 1935)
- 14. března – Jan Jílek, malíř (* 5. prosince 1905)
- 15. března – Vladimír Šmeral, divadelní a filmový herec (* 16. října 1903)
- 23. března – Karel Černohorský, muzejník,etnograf a archeolog (* 17. září 1896)
- 30. březen – Karel Svoboda, divadelní režisér a herec (* 27. února 1912)
- 31. března – Bedřich Stefan, sochař a medailér (* 9. prosince 1896)
- 3. dubna – Karel Svoboda, voják a příslušník výsadku Wolfram (* 18. října 1912)
- 7. dubna – Zdeněk Šavrda, herec (* 22. září 1907)
- 12. dubna – Ladislav Hruzík, ministr lesního a vodního hospodářství České republiky (* 29. září 1922)
- 13. dubna – Božena Šebetovská, zpěvačka lidových písní (* 6. ledna 1919)
- 18. dubna – Nina Popelíková, herečka (* 14. října 1920)
- 28. dubna
  - Jan Pelnář, ministr vnitra vlád ČSSR (* 24. dubna 1911)
  - Bohumil Tureček, architekt (* 16. října 1902)
- 3. května – Miloslav Volf, historik a archivář (* 15. února 1902)
- 9. května – Petr Svojtka, herec (* 25. září 1946)
- 13. května – Věra Suková, tenistka (* 13. června 1931)
- 18. května – Míra Holzbachová, tanečnice, choreografka a novinářka (* 10. dubna 1901)
- 26. května – Bohumil Janda, nakladatel a lexikograf (* 20. prosince 1900)
- 2. června – Jiří Brdečka, novinář, spisovatel, výtvarník a filmový režisér (* 24. prosince 1917)
- 4. června
  - Táňa Hodanová, herečka a divadelní režisérka (* 22. srpna 1892)
  - Zdeněk Vojtěch Peukert, spisovatel (* 26. června 1907)
- 7. června
  - Vladimír Kovářík, literární vědec (* 12. října 1913)
  - Karel Kazbunda, historik, archivář a pedagog (* 25. ledna 1888)
- 12. června – Ján Oliva, bankéř, politik (* 14. června 1903)
- 15. června – Michael Romberg, malíř, grafik, scénograf a pedagog ruského původu (* 18. dubna 1918)
- 16. června – Václav Mottl, kanoista, olympijský vítěz 1936 (* 19. května 1914)
- 17. června – Zdeněk Kalista, historik, básník, literární kritik (* 22. července 1900)
- 18. června – Bohumír Lomský, ministr národní obrany Československa (* 22. dubna 1914)
- 25. června
  - Marie Magda Rezková, odbojářka (* 21. srpna 1895)
  - Radovan Šimáček, spisovatel (* 16. listopadu 1908)
- 4. července – Karel Valdauf, skladatel (* 25. října 1913)
- 10. července – Maria Jeritza, Marie Jedličková, operní pěvkyně (* 6. října 1887)
- 29. července – Karel Štěch, malíř (* 31. října 1908)
- 30. července – Jan Sládek, malíř, ilustrátor, grafik, typograf, scénograf (* 5. února 1906)
- 4. srpna – František Čečetka, spisovatel (* 16. ledna 1917)
- 5. srpna – Hugo Rosák, plochodrážní jezdec (* 16. října 1916)
- 13. srpna
  - Josef Vobruba, dirigent, hudební režisér a aranžér (* 6. září 1932)
  - Jaroslav Frydrych, akademický malíř (* 17. října 1928)
- 17. srpna – Vladimír Hellmuth-Brauner, literární historik, publicista a diplomat (* 27. listopadu 1910)
- 18. srpna – Karel Vacek, kapelník a hudební skladatel (* 21. března 1902)
- 20. srpna – Václav Voska, herec (* 21. října 1918)
- 23. srpna – Antonie Kleinerová, politička (* 23. března 1901)
- 30. srpna – Theodor Reimann, fotbalový reprezentant (* 10. února 1921)
- 1. září – Jiří Vašků, herec (* 20. srpna 1917)
- 9. září – Antonín Bartoň, lyžařský reprezentant (* 12. prosince 1908)
- 10. září – Jan Blahoslav Čapek, spisovatel, komeniolog, literární historik a kritik (* 6. listopadu 1903)
- 20. září – Karel Krautgartner, saxofonista, skladatel, dirigent a herec (* 20. července 1922)
- 26. září – Josef Maleček, lední hokejista (* 18. června 1903)
- 4. října – Václav Kaplický, spisovatel (* 28. srpna 1895)
- 8. října – Antonín Novák, fotbalový reprezentant (* 3. května 1907)
- 9. října – Arnošt Steiner, voják, válečný hrdina (* 12. ledna 1915)
- 18. října – Pavel Blumenfeld, filmový režisér a scenárista (* 4. ledna 1914)
- 30. října – Václav Medek, římskokatolický teolog, kněz, církevní historik (* 30. srpna 1922)
- 31. října – Miloš Nedbal, herec (* 28. května 1906)
- říjen – Vilém Bohumír Hauner, knihař (* 23. června 1903)
- 3. listopadu – Antonín Šuránek, kněz, teolog, spisovatel (* 29. května 1902)
- 5. listopadu – Miloš Klimek, fotbalový reprezentant (* 20. května 1924)
- 10. listopadu – Marie Ženíšková, herečka (* 6. ledna 1909)
- 13. listopadu – František Pešta, astronom (* 3. března 1905)
- 15. listopadu – Vlasta Štursová-Suková, architektka a návrhářka (* 1. června 1912)
- 19. listopadu – Josef Chvalina, herec (* 30. dubna 1920)
- 20. listopadu – Karel Hlásný, podplukovník čs. armády, exulant (* 22. října 1911)
- 22. listopadu – Oleg Sus, estetik a literární vědec (* 9. září 1924)
- 24. listopadu – Bohumír Štědroň, klavírista,hudební vědec a pedagog (* 30. října 1905)
- 26. listopadu – Karel Souček, malíř (* 16. září 1915)
- 30. listopadu
  - Alexandr Plocek, houslový virtuos (* 26. února 1914)
  - Vilém Závada, básník a spisovatel (* 22. května 1905)
- 4. prosince – František Trejtnar, vojenský letec (* 7. března 1917)
- 10. prosince – Milan Romportl, jazykovědec a profesor fonetiky (* 14. května 1921)
- 12. prosince – Vladimír Štědroň, právník, klavírista, varhaník, violista, dirigent, hudební skladatel a pedagog (* 30. března 1900)
- 14. prosince – Růžena Vacková, teoretička umění a disidentka (* 23. dubna 1901)
- 17. prosince
  - Zdeněk Zuska, primátor hlavního města Prahy (* 27. dubna 1931)
  - Karel Šejna, dirigent (* 1. listopadu 1896)
- ? – Erich Orlický, český židovský skladatel (* 26. dubna 1911)
- ? – František Dobiáš, malíř (* 3. února 1898)
- ? – Josef Srbek, chemik, vynálezce výroby titanové běloby (* 1897)

### Svět

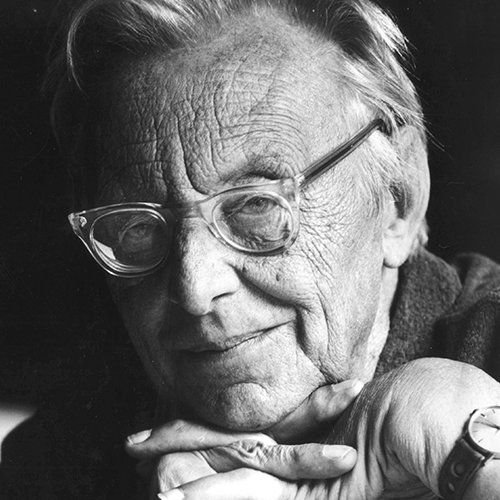
Carl Orff († 29. března)

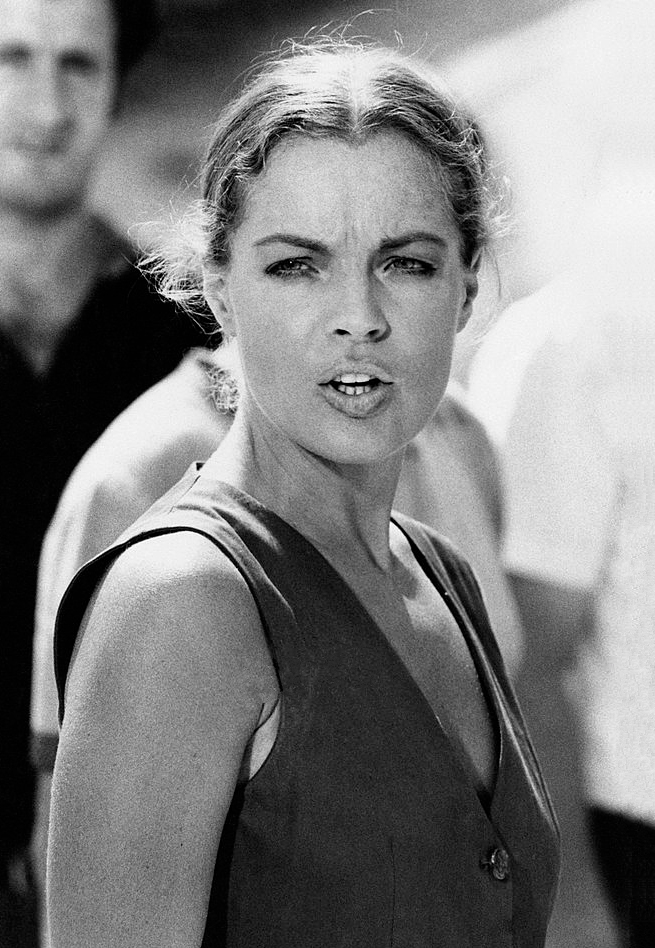
Romy Schneider († 29. květen)

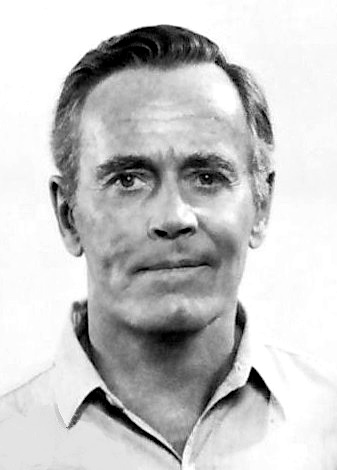
Henry Fonda († 12. srpna)

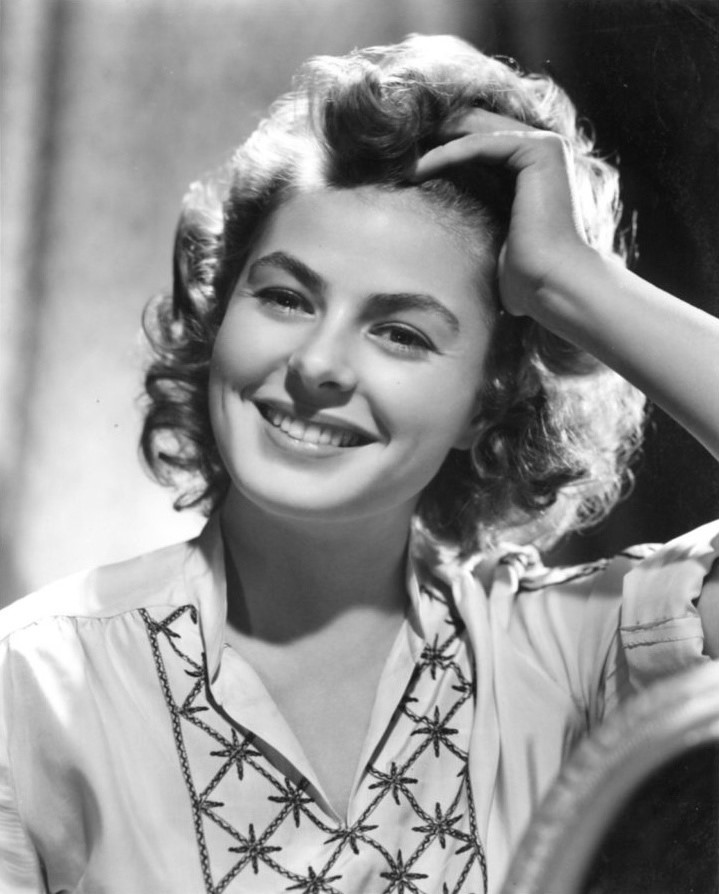
Ingrid Bergmanová († 29. srpna)

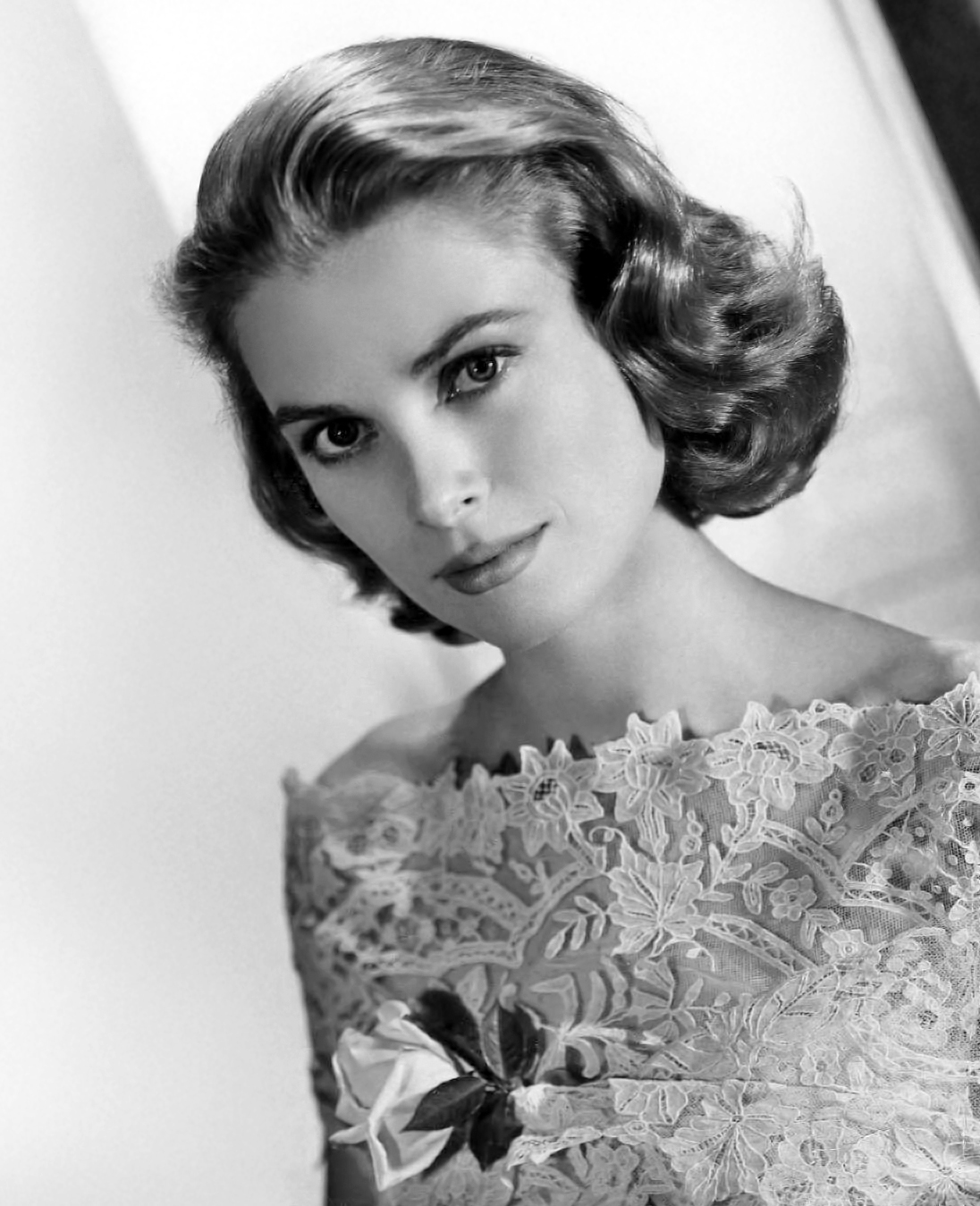
Grace Kellyová († 14. září)

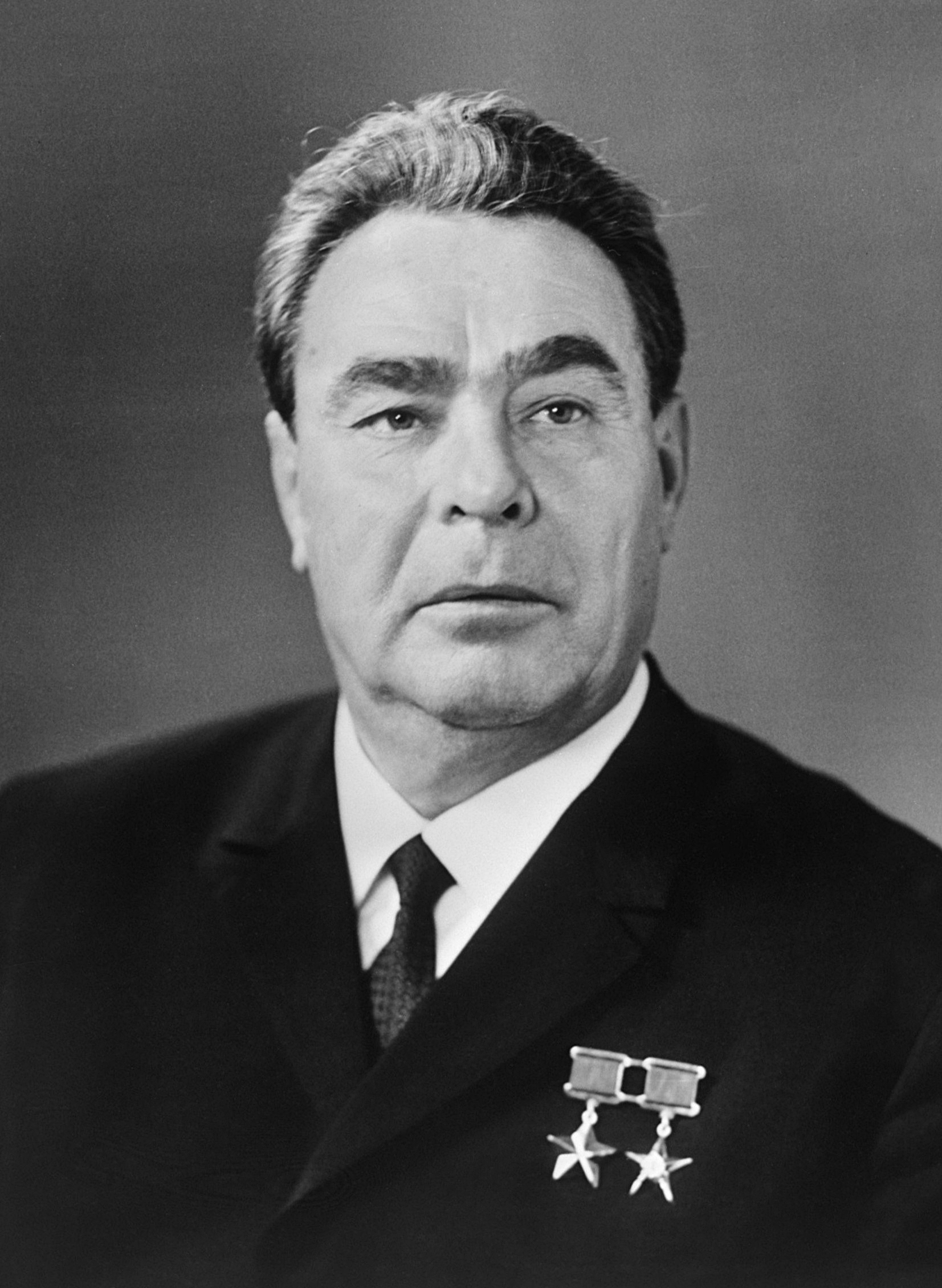
Leonid Iljič Brežněv († 10. listopadu)

- 4. ledna – Eli Ilan, izraelský sochař (* 3. dubna 1928)
- 11. ledna – Džiró Horikoši, japonský letecký konstruktér (* 22. června 1903)
- 13. ledna – Marcel Camus, francouzský filmový režisér a scenárista (* 21. dubna 1912)
- 14. ledna – Michal Chorváth, slovenský básník a politik (* 28. února 1910)
- 17. ledna – Varlam Tichonovič Šalamov, ruský spisovatel (* 18. června 1907)
- 18. ledna – Chuang Sien-fan, čínský historik, etnolog a antropolog (* 13. listopadu 1899)
- 19. ledna
  - Semjon Kuzmič Cvigun, sovětský armádní generál, spisovatel a scenárista (* 28. září 1917)
  - Sándor Haraszti, maďarský novinář a politik (* 18. listopadu 1897)
- 25. ledna – Michail Suslov, sovětský politik (* 21. listopadu 1902)
- 29. ledna – Roger Stanier, kanadský mikrobiolog (* 22. října 1916)
- 30. ledna
  - Lightnin' Hopkins, americký bluesový kytarista a zpěvák (* 15. března 1912)
  - Stanley Holloway, anglický herec, zpěvák a konferenciér (* 1. října 1890)
- 5. února – Viliam Záborský, slovenský herec (* 9. října 1920)
- 8. února – Ľudovít Greššo, slovenský herec (* 3. ledna 1916)
- 11. února
  - Rudolf Fabry, slovenský básník a spisovatel (* 8. února 1915)
  - Takaši Šimura, japonský herec (* 21. března 1905)
- 17. února – Thelonious Monk, americký jazzový pianista (* 10. října 1917)
- 18. února – Ngaio Marshová, novozélandská divadelní režisérka a spisovatelka (* 23. dubna 1895)
- 21. února – Gershom Scholem, izraelský filosof a historik (* 5. prosince 1897)
- 23. února – Leonid Spirin, sovětský chodec, olympijský vítěz (* 21. června 1932)
- 26. února – Gábor Szabó, maďarský jazzový kytarista a hudební skladatel (* 8. března 1936)
- 27. února – Jozef Cincík, slovenský reportér a fotograf (* 12. srpna 1908)
- 1. března – Walter Scheel, západoněmecký prezident (* 8. července 1919)
- 2. března – Philip K. Dick, americký spisovatel (* 16. prosince 1928)
- 3. března – Georges Perec, francouzský spisovatel (* 7. března 1936)
- 5. března – John Belushi, americký herec a zpěvák s albánskými kořeny (* 24. ledna 1949)
- 6. března – Ayn Randová, rusko-americká filozofka a spisovatelka (* 2. února 1905)
- 9. března – Cvi Jehuda Kook, vedoucí osobnost náboženského sionismu (* 23. dubna 1891)
- 10. března
  - Milo Urban, slovenský spisovatel (* 24. srpna 1904)
  - Tádž ol-Molouk, íránská královna (* 17. března 1896)
- 12. března – Nikolaj Petrovič Kamanin, sovětský letec a vojevůdce (* 18. října 1908)
- 16. března – Andrej Žarnov, slovenský básník, překladatel a lékař (* 19. listopadu 1903)
- 18. března – Vasilij Ivanovič Čujkov, sovětský voják (* 12. února 1900)
- 19. března – Randy Rhoads, americký heavy metalový kytarista (* 6. prosince 1956)
- 23. března
  - Sonny Greer, americký jazzový bubeník (* 13. prosince 1895)
  - Mario Praz, italský literární kritik, překladatel a historik umění (* 6. září 1896)
- 28. března – William Giauque, americký chemik, nositel Nobelovy ceny (* 12. května 1895)
- 29. března
  - Helene Deutschová, americká psychoanalytička (* 9. října 1884)
  - Carl Orff, německý skladatel (* 10. července 1895)
  - Walter Hallstein, německý politik a právník (* 17. listopadu 1901)
- 6. dubna
  - Štefan Hoza, slovenský operní pěvec (* 20. října 1906)
  - Pavel Alexejevič Rotmistrov, sovětský maršál tankových vojsk (* 6. července 1901)
- 24. dubna – Ville Ritola, finský atlet, pětinásobný olympijský vítěz 1924–1928 (* 18. ledna 1896)
- 27. dubna – Charles Samuels, americký novinář, spisovatel (* 15. září 1902)
- 29. dubna – Petronij Gaj Amatuni, ruský spisovatel dětské literatury (* 29. června 1916)
- 30. dubna
  - Otto Kaušitz, slovenský libretista, textař a překladatel (* 19. května 1909)
  - Lester Bangs, americký novinář a zpěvák (* 13. prosince 1948)
- 2. května – Salomon Bochner, americký matematik (* 20. srpna 1899)
- 3. května
  - Henri Tajfel, britský sociální psycholog (* 22. června 1919)
  - Sepp Bradl, rakouský skokan na lyžích (* 8. ledna 1918)
- 5. května – Cal Tjader, americký jazzový hudebník (* 16. července 1925)
- 8. května – Gilles Villeneuve, kanadský pilot Formule 1 (* 18. ledna 1950)
- 10. května – Peter Weiss, německý spisovatel (* 8. listopadu 1916)
- 13. května – Kara Karajev, hudební skladatel a pedagog ázerbájdžánského původu (* 5. února 1918)
- 16. května – Jerzy Krzysztoń, polský prozaik, dramatik, reportér a překladatel (* 23. března 1931)
- 17. května – Władysława Markiewiczówna, polská pianistka, skladatelka a hudební pedagožka (* 5. února 1900)
- 20. května – Monk Montgomery, americký jazzový baskytarista a skladatel (* 10. října 1921)
- 29. května – Romy Schneider, rakouská herečka (* 23. září 1938)
- květen – George Snowden, americký černošský tanečník (* 4. července 1904)
- 4. června – Hermanni Pihlajamäki, finský zápasník, zlato na OH 1932 (* 11. listopadu 1903)
- 6. června – Kenneth Rexroth, americký básník (22. prosince 1905)
- 8. června – Ivan Mistrík, slovenský herec (* 15. října 1935)
- 10. června – Rainer Werner Fassbinder, německý režisér, scenárista, dramatik a herec (* 31. května 1945)
- 11. června – Anatolij Solonicyn, sovětský divadelní a filmový herec (* 30. srpna 1934)
- 12. června – Karl von Frisch, rakouský etolog, nositel Nobelovy ceny (* 20. listopadu 1886)
- 15. června – Art Pepper, americký jazzový saxofonista a skladatel (* 1. září 1925)
- 18. června – Curd Jürgens, rakouský divadelní a filmový herec (* 13. prosince 1915)
- 25. června – Edward Hamm, americký olympijský vítěz ve skoku do dálky 1928 (* 13. dubna 1906)
- 28. června – Adolf Portmann, švýcarský biolog a filozof (* 27. května 1897)
- 29. června
  - Martin Gregor, slovenský herec (* 14. listopadu 1906)
  - Vladimir Zvorykin, ruský vynálezce televizních technologií (* 30. června 1889)
  - Pierre Balmain, francouzský módní návrhář (* 18. května 1914)
- 3. července – Annibale Bugnini, italský kněz, vůdčí osobnost liturgické reformy (* 14. června 1912)
- 7. července – Agustí Bartra i Lleonart, katalánský básník, spisovatel a univerzitní profesor (* 8. listopadu 1908)
- 10. července – Karl Hein, německý olympijský vítěz v hodu kladivem z roku 1936 (* 11. června 1908)
- 11. července
  - Andrej Plávka, slovenský spisovatel (* 18. listopadu 1907)
  - Meša Selimović, srbský a bosenský spisovatel (* 26. dubna 1910)
- 16. července – Patrick Dewaere, francouzský herec (* 26. ledna 1947)
- 18. července – Roman Jakobson, ruský lingvista (* 23. října 1896)
- 22. července – Sonny Stitt, americký jazzový saxofonista (* 2. února 1924)
- 24. července – Jean Girault, francouzský filmový scenárista, režisér a jazzový hudebník (* 9. května 1924)* 12. srpna
  - Hubert Lanz, generál Wehrmachtu (* 22. května 1896)
  - Julius Ringel, generál horských myslivců německého Wehrmachtu (* 22. května 1889)
  - Varlam Tichonovič Šalamov, ruský spisovatel (* 25. července 1907)
  - Henry Fonda, americký herec (* 16. května 1905)
- 14. srpna – Mahási Sayadaw, buddhistický meditační mistr školy théraváda (* 29. července 1904)
- 17. srpna – Herbert Tobias, německý fotograf (* 14. prosince 1924)
- 21. srpna – Sobhuza II., svazijský král (* 22. července 1899)
- 23. srpna – Stanford Moore, americký biochemik, nositel Nobelovy ceny (* 4. září 1913)
- 25. srpna – Anna German, polská zpěvačka (* 14. února 1936)
- 28. srpna – Edmond Privat, švýcarský historik a esperantista (* 17. srpna 1889)
- 29. srpna – Ingrid Bergmanová, švédská herečka (* 29. srpna 1915)
- 1. září
  - Władysław Gomułka, polský komunistický politik (* 6. února 1905)
  - Haskell Brooks Curry, americký matematik (* 12. září 1900)
- 2. září – Seraphim Rose, americký pravoslavný kněz, filosof, spisovatel (* 13. srpna 1934)
- 3. září – Carlo Alberto dalla Chiesa, generál italských četníků (* 27. září 1920)
- 8. září – Muhamad Abdulláh, kašmírský politik (* 5. prosince 1905)
- 5. září – Werner Scholz, německý experisionistický malíř (* 23. října 1898)
- 12. září – Federico Moreno Torroba, španělský hudební skladatel (* 3. března 1891)
- 14. září
  - Christian Ferras, francouzský houslista (* 17. června 1933)
  - Grace Kellyová, americká herečka, monacká kněžna (* 12. listopadu 1929)
- 15. září – Pasang Dawa Lama, nepálský horolezec (* 1912)
- 16. září – Heinrich Appelt, rakouský historik a diplomat (* 25. června 1910)
- 18. září – Pchej Wen-čung, čínský paleontolog, archeolog a antropolog (* 19. ledna 1904)
- 21. září – Ivan Christoforovič Bagramjan, sovětský maršál (* 2. prosince 1897)
- 26. září – Georgij Semjonovič Abašvili, sovětský námořní velitel (* 8. ledna 1910)
- 4. října
  - Glenn Gould, kanadský klavírista, skladatel a publicista (* 25. září 1932)
  - Ahmad Hasan al-Bakr, irácký prezident (* 1. července 1914)
- 8. října – Philip Noel-Baker, britský politik, nositel Nobelovy ceny (* 1. listopadu 1889)
- 9. října
  - Charles E. Brown, britský letecký fotograf (* 20. ledna 1896)
  - Anna Freudová, britská psychoanalytička (* 3. prosince 1895)
- 11. října – Jean Effel, francouzský kreslíř a novinář (* 12. únor 1908)
- 15. října – Rachel Kohen-Kagan, izraelská politička (* 19. února 1888)
- 16. října – Hans Selye, kanadský lékař, výzkum stresu (* 26. ledna 1907)
- 18. října
  - Pierre Mendès France, francouzský premiér (* 11. ledna 1907)
  - Bess Trumanová, manželka 33. prezidenta USA Harry S. Trumana (* 13. února 1885)
- 19. října – Iorwerth Peate, velšský básník (* 27. února 1901)
- 21. října
  - Jozef Kollár, slovenský malíř (* 8. března 1899)
  - Radka Toneff, norská zpěvačka, klavíristka a skladatelka (* 25. června 1952)
- 22. října – Richard Hugo, americký spisovatel (* 21. prosince 1923)
- 24. října – Ján Marták, slovenský literární historik, kritik, publicista a politik (* 10. srpna 1903)
- 1. listopadu – King Vidor, americký filmový herec, kameraman, scenárista a režisér (* 8. února 1894)
- 2. listopadu – Vasilij Ruděnkov, sovětský olympijský vítěz v hodu kladivem (* 3. května 1931)
- 3. listopadu – Edward Carr, anglický diplomat, historik a politolog (* 28. června 1892)
- 5. listopadu – Jacques Tati, francouzský režisér, scenárista a herec (* 9. října 1907)
- 6. listopadu – Milan Janák, slovenský ekonom a vysokoškolský pedagog (* 30. dubna 1910)
- 10. listopadu – Leonid Iljič Brežněv, sovětský politik (* 19. prosinec 1906)
- 12. listopadu – Dorothy Roundová Littleová, anglická tenistka (* 13. července 1908)
- 15. listopadu – Allen Woodring, americký sprinter, olympijský vítěz v běhu na 200 metrů z roku 1920 (* 15. února 1898)
- 16. listopadu – Al Haig, americký jazzový klavírista (* 19. července 1922)
- 17. listopadu – Eduard Tubin, estonsko-švédský hudební skladatel a dirigent (* 18. června 1905)
- 19. listopadu – Erving Goffman, americký sociolog (* 11. června 1922)
- 24. listopadu – Barack Obama starší, keňský ekonom, otec amerického prezidenta Baracka Obamy (* 18. června 1936)
- 25. listopadu
  - Carlos Borja, mexický basketbalista (* 23. května 1913)
  - Bernard Sychta, kašubský jazykovědec a etnograf (* 21. března 1907)
  - Walt Ader, americký automobilový závodník (* 15. prosince 1913)
- 28. listopadu
  - Rolf Wanka, rakouský herec (* 14. února 1901)
  - Helena Řecká a Dánská, dcera řeckého krále Konstantina I. (* 2. května 1896)
- 29. listopadu
  - Percy Williams, kanadský sprinter, dvojnásobný olympijský vítěz (* 19. května 1908)
  - Hermann Balck, generál nacistického Německa (* 7. prosince 1893)
- 1. prosince – Hugh Plaxton, kanadský hokejista, zlato na OH 1928 (* 16. května 1904)
- 7. prosince – Edvard Westerlund, finský zápasník, zlato na OH 1924 (* 1. února 1901)
- 8. prosince
  - Ján Smrek, slovenský básník (* 16. prosince 1898)
  - Marty Robbins, americký zpěvák a multinstrumentalista (* 16. září 1925)
- 16. prosince – Colin Chapman, britský konstruktér automobilů a zakladatel společnosti Lotus (* 19. května 1928)
- 17. prosince
  - Leonid Kogan, sovětský houslista (* 14. listopadu 1924)
  - Big Joe Williams, americký bluesový hudebník (* 16. října 1903)
- 18. prosince – Hans-Ulrich Rudel, německý bojový pilot (* 2. července 1916)
- 20. prosince – Arthur Rubinstein, polsko-americký klavírista (* 28. ledna 1887)
- 24. prosince – Louis Aragon, francouzský spisovatel (* 3. říjen 1897)
- 27. prosince – John Swigert, americký vojenský letec a astronaut (* 30. srpna 1931)
- ? – Jicchak Michaelson, izraelský oftalmolog (* 1903)
- ? – Ivan Šagin, sovětský novinářský fotograf (* 1904)

## Hlavy států
Evropa:
- Československo – prezident Gustáv Husák
- Vatikán – papež Jan Pavel II.
- Sovětský svaz
  - předseda prezidia Nejvyššího sovětu a generální tajemník KSSS Leonid Iljič Brežněv
  - předseda prezidia Nejvyššího sovětu a generální tajemník KSSS Jurij Andropov
- Francie – prezident François Mitterrand
- Velká Británie
  - královna Alžběta II.
  - (fakticky) předsedkyně vlády Margaret Thatcher
- Spolková republika Německo
  - prezident Karl Carstens
  - (fakticky) kancléř Helmut Schmidt
  - (fakticky) kancléř Helmut Kohl
- Dánsko – královna Markéta II.
- Španělsko – král Juan Carlos I.

Ostatní:
- Čína – předseda stálého výboru Všečínského shromáždění lidových zástupců Jie Ťin-jing
- USA – prezident Ronald Reagan
- Kuba – předseda státní rady Fidel Castro
- Mauritánie – Maavíja uld Sídí Ahmed Tajá
- Kamerun – Paul Biya
- Saúdská Arábie – Fahd ibn Abd al-Azíz

### Digitální archivy k roku 1982
- Dokumentární cyklus České televize Retro – rok 1982
- Pořad stanice Český rozhlas 6 Rok po roce – rok 1982
- Rudé právo v archivu Ústavu pro českou literaturu – ročník 62 rok 1982